# 2014 en architecture
| Années de l'architecture : 2011 - 2012 - 2013 - 2014 - 2015 - 2016 - 2017    |
| Décennies de l'architecture : 1980 - 1990 - 2000 - 2010 - 2020 - 2030 - 2040 |

Les évènements liés à l'architecture en 2014 :

## Réalisations
- février : ouverture de l'Everyman Theatre à Liverpool au Royaume-Uni, reconstruit sur les plans de Haworth Tompkins (en).
- 12 février : inauguration de la Base Jang Bogo, base antarctique sud-coréenne dans la baie Terra Nova sur la terre Victoria.
- 21 mars : inauguration du Dongdaemun Design Plaza, complexe multifonctions à Séoul en Corée du Sud, sur les plans de Zaha Hadid.
- mai : 20 Fenchurch Street , gratte-ciel à destination commerciale, de 160 mètres, à Londres au Royaume Uni, sur les plans de Rafael Viñoly.
- 21 juillet : ouverture de la Philippine Arena, salle omnisports entre Bocaue et Sainte-Marie de Bulacain aux Philippines, sur les plans du cabinet Populous.
- juillet : ouverture du 122 Leadenhall, gratte-ciel de bureaux de 225 mètres à Londres au Royaume-Uni sur les plans de Richard Rogers.
- 14 septembre : siège de l'orchestre philharmonique de Szczecin en Pologne.
- 18 septembre : ouverture du musée Aga-Khan pour les arts et de la culture islamiques, à Toronto au Canada.
- 19 septembre : ouverture du Musée canadien pour les droits de la personne à Winnipeg au Canada, sur les plans d'Antoine Predock.
- 20 septembre : Wangjing SOHO, ensemble de trois gratte-ciel à Wangjing dans la banlieue de Pékin en Chine, sur les plans de Zaha Hadid ; médaille d'or du prix Emporis Skyscraper Award.
- 10 octobre : Bosco Verticale, deux tours d'habitation avec intégration écopaysagère dans le bâti, à Milan en Italie, sur les plans de Stefano Boeri ; médaille d'argent du prix Emporis Skyscraper Award.
- 20 octobre : inauguration de la Fondation d'entreprise Louis-Vuitton à Paris en France, sur les plans de Frank Gehry.
- 3 novembre : inauguration du One World Trade Center, gratte-ciel de 546 mètres, à New York aux États Unis dans le Lower Manhattan pour remplacer les tours jumelles du World Trade Center détruites lors de l'attentat de 2001, sur les plans de David Childs et Daniel Libeskind.
- Infinity Tower, gratte-ciel résidentiel de 249 mètres à Brisbane en Australie.
- Taunusturm, gratte-ciel à Francfort-sur-le-Main en Allemagne
- Bibliothèque centrale d'Halifax, bibliothèque municipale à Halifax au Canada.
- Pont Tabiat à Téhéran en Iran, sur les plans de Leila Araghian (en).
- Tour D2, gratte-ciel de bureaux de 175 mètres, quartier d'affaires de La Défense à Courbevoie, en France ; médaille de bronze du prix Emporis Skyscraper Award.

## Événements
- 8 juin-23 novembre : XIVe Exposition internationale d'architecture à Venise, sur le thème Habiter la modernité 1914-2014.

## Récompenses

### Architectes
- Prix Pritzker : Shigeru Ban.
- Médaille d'or de l'AIA : Julia Morgan à titre posthume (première femme à être récompensée par ce prix).
- Praemium Imperiale : Steven Holl.
- Médaille d'or royale pour l'architecture : Joseph Rykwert.
- Twenty-five Year Award : Harry Weese (en) pour le métro de Washington.
- Prix Stirling : Haworth Tompkins (en) pour l'Everyman Theatre.
- Médaille d'or de l'Union internationale des architectes : Ieoh Ming Pei.

### Édifices
- Emporis Skyscraper Award : médaille d'or Wangjing SOHO ; médaille d'argent Bosco Verticale ; médaille de bronze Tour D2.

## Décès
- 5 janvier : Jim Torosian, architecte soviétique et arménien, né le 18 avril 1926.
- 28 janvier André Jacqmain, architecte belge, né le 15 janvier 1921.
- 8 février : Manuel de las Casas, architecte espagnol, né en 1940.
- 3 mars : Émilien Vachon, directeur de l'École d'architecture de l'Université Laval au Canada, né le 18 juin 1937.
- 20 mars : William Toomath, architecte néo-zélandais, né le 12 novembre 1925.
- 24 avril Hans Hollein, architecte et urbaniste autrichien, né le 30 mars 1934.
- 6 septembre : Édith Girard, architecte française, née le 5 mars 1949.
- 27 septembre : Antti Lovag, un architecte hongrois, né le 10 avril 1920.
- 22 décembre : Gérard Thurnauer, architecte français, né le 24 septembre 1926.
- 25 décembre : Ricardo Porro, architecte franco-cubain, né le 3 novembre 1925.